# Żerniki

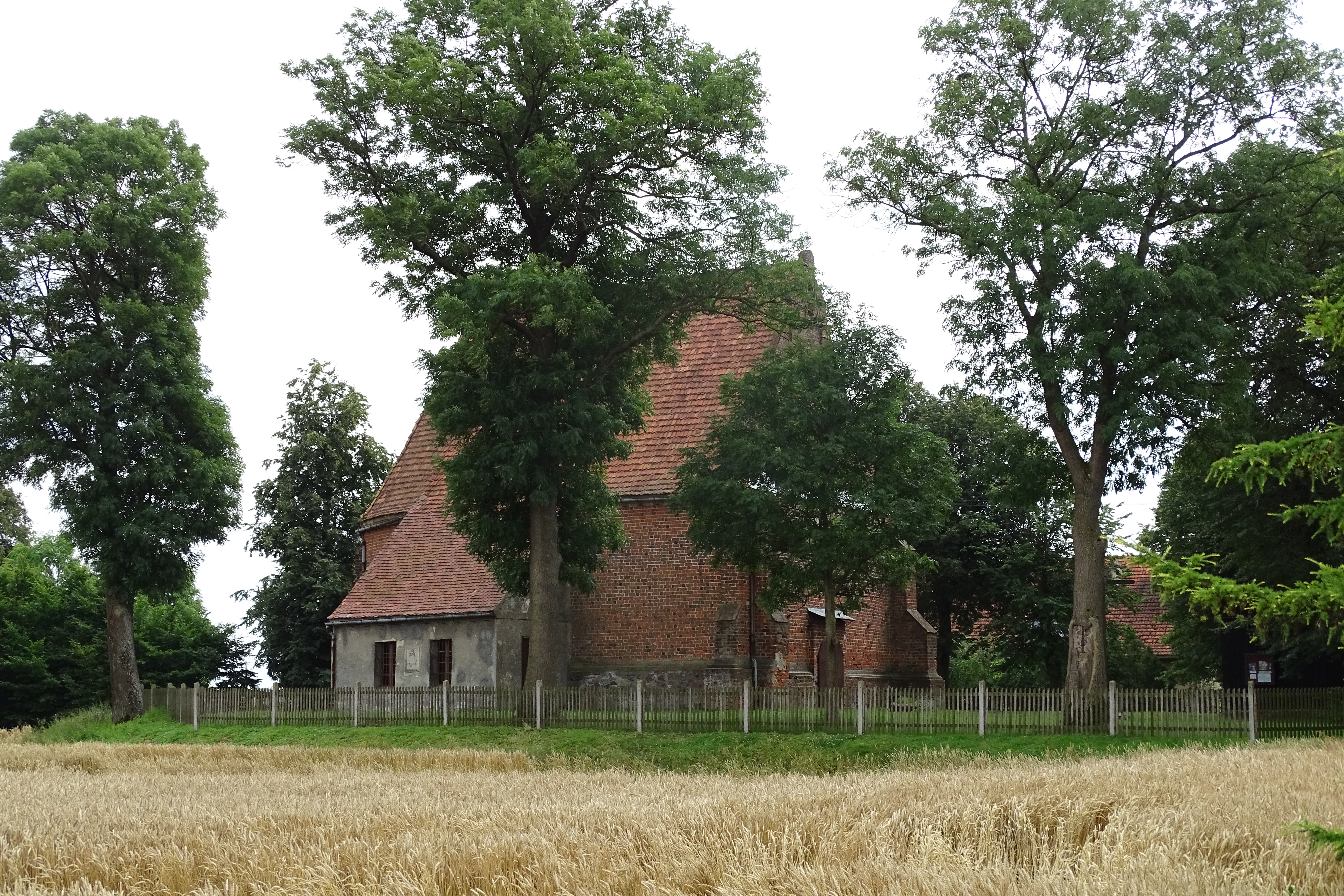
Mary virgen iglesia de aproximadamente 1467.

Żerniki [pronunciación en polaco: /ʐɛrˈniki/] (en alemán: Zerniki) es un pueblo ubicado en el distrito administrativo de Gmina Janowiec Wielkopolski, dentro del Distrito de Żnin, Voivodato de Cuyavia y Pomerania, en el norte de Polonia central. Se encuentra aproximadamente a 6 kilómetros al noreste de Janowiec Wielkopolski, a 13 kilómetros al suroeste de Żnin, y a 48 kilómetros al suroeste de Bydgoszcz.
El pueblo tiene una población de 330 habitantes.